# Jagdbombergeschwader 34
Das Jagdbombergeschwader 34 „Allgäu“ war vom 1. Oktober 1958 bis 30. Juni 2003 ein Luftwaffengeschwader der Bundeswehr  am Standort Memmingerberg in Bayern.

## Geschichte

### Aufstellung
Das Jagdbombergeschwader 34 wurde am 29. November 1958 in Nörvenich aufgestellt und im gleichen Jahr nach Faßberg verlegt, wo es die ersten Flugzeuge vom Typ Republic F-84F „Thunderstreak“ erhielt. Im April 1959 erhielt der Verband seinen endgültigen Standort, den Fliegerhorst Memmingerberg, der vor dem Zweiten Weltkrieg errichtet und nach Aufstellung der Bundeswehr durch die Flugzeugführerschule „S“ zur Transportflieger- und Hubschrauberausbildung sowie zur Blindflugschulung genutzt worden war. Die offizielle Indienststellung des Geschwaders unter ihrem ersten Kommodore Carl-Heinz Greve erfolgte am 5. Mai 1959 im Beisein von Verteidigungsminister Franz Josef Strauß und des Inspekteurs der Luftwaffe, Generalleutnant Josef Kammhuber. Am 1. Oktober des gleichen Jahres erfolgte die NATO-Assignierung des Verbands.

### Absturz von zwei F-84-Kampfflugzeugen in der Tschechoslowakei

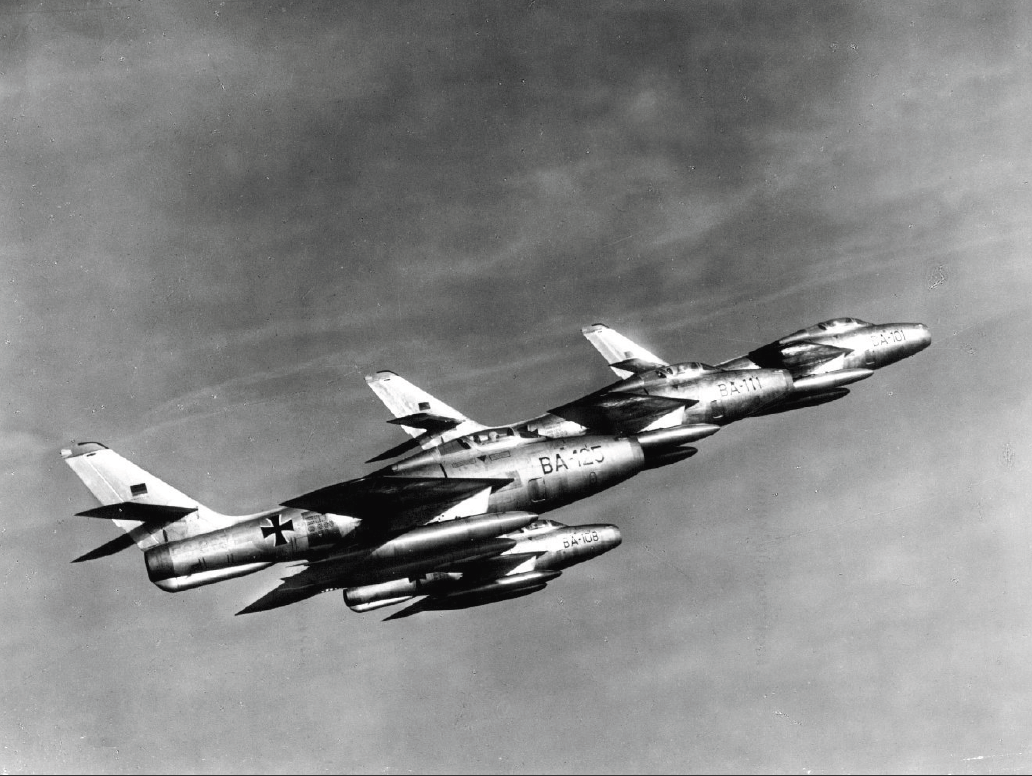
F-84F Thunderstreak der deutschen Luftwaffe um 1960

Am 22. Oktober 1959 wurden bei einem Übungsflug zwei Kampfflugzeuge vom Typ Republic F-84F (mit den Kennzeichen DD+106 und DD+107) des Geschwaders vermisst. Zuvor hatten die beiden Piloten, Stabsunteroffizier Kraus und Unteroffizier Hoffmann, Probleme bei der Sauerstoffversorgung gemeldet. Später waren sie in den Sinkflug übergegangen. Nach Abbruch der Funkverbindung im Bereich der Flugsicherungsbereichskontrolle Fürstenfeldbruck wurde anschließend eine umfangreiche Suchaktion unter Beteiligung von Bundeswehr, Polizei, Feuerwehren und US-Streitkräften eingeleitet und zunächst der Raum Memmingen und nach Auswertung von Radarergebnissen bis zum 30. Oktober 1959 der Raum Oberfranken-Oberpfalz abgesucht, darunter auch ein 60 km langer Grenzabschnitt zur DDR und Tschechoslowakei. Politisch war dieser Vorfall in der Zeit des Kalten Krieges sehr brisant. In der Presse wurden Vermutungen laut, es habe sich um einen Spionageflug über tschechoslowakischem Territorium gehandelt. Am 2. November wurde die Suche eingestellt. Die Bundesrepublik Deutschland bat die USA um Mithilfe bei der Aufklärung, da 1959 aufgrund der Hallstein-Doktrin noch keine diplomatischen Beziehungen zur Tschechoslowakei bestanden. Am 16. November 1959 bestätigte die tschechoslowakische Regierung den Absturz. Außerdem wurde mitgeteilt, dass beide Piloten sich mit dem Schleudersitz haben retten können und sich in der Tschechoslowakei in Untersuchungshaft befänden. Daraufhin sprach die Bundesrepublik ihr Bedauern über die unbeabsichtigte Grenzverletzung gegenüber der Tschechoslowakei aus und bat die USA um Mithilfe bei der Rückkehr der Piloten.
Die Absturzstellen beider Flugzeuge, weniger als einen Kilometer voneinander entfernt, befanden sich beim Dyleň unweit der Grenze zu Bayern.
Nach einem Gerichtsverfahren wegen des Vorwurfs der Spionage, das mit einer Verurteilung zu Schadenersatz endet (den die Bundesrepublik übernehmen sollte), wurden die beiden Piloten am 2. Dezember 1959 an der Grenzübergangsstelle Waidhaus freigelassen.
Die Piloten wurden am 3. Dezember im Verteidigungsministerium in Bonn von Minister Franz Josef Strauß empfangen und der Presse vorgestellt.

### Die Starfighter-Ära

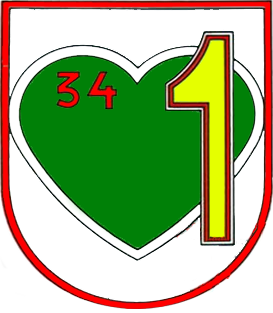
Wappen der 1. Staffel

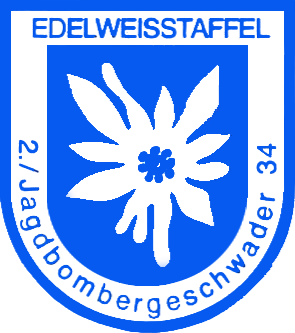
Wappen der 2. Staffel

Im Jahr 1964 wurde das Jagdbombergeschwader 34 der 1. Luftwaffendivision unterstellt. Im selben Jahr begann auch die Umrüstung auf den F-104G „Starfighter“. Als Verbindungsflugzeuge zum Transport von Personal und Material waren im Geschwader die drei Flugzeugtypen Piaggio P.149 D, Dornier Do 28 D-2 Skyservant („Allgäu Express“) und Lockheed T-33 T-Bird eingesetzt. Es war eine Alarmrotte auf dem Horst stationiert, welche – anders als die Alarmrotten der Jagdgeschwader bei einem auftretenden Konflikt die Aufgabe hatte, festgelegte Ziele im Bereich des Warschauer Paktes mit Nuklearwaffen zu bekämpfen.
Nachdem am 5. Mai 1969 Feierlichkeiten zum zehnten Jahrestag der Indienststellung stattgefunden hatten, erhielt das Jagdbombergeschwader 34 im Jahre 1972 den Flugsicherheitspreis 1971 für unfallfreies Fliegen. Im Jahre 1980 schlossen das Geschwader und der Landkreis Rottal-Inn eine Partnerschaft zum Gedenken an Hauptmann Axel Ruge, der im gleichen Jahr bei einem Flugzeugabsturz ums Leben gekommen war.
Zwei Jahre später, im März 1982, wurde dem Jagdbombergeschwader 34 der Prinz-Heinrich-Preis für hervorragende Leistungen verliehen. Diesen Preis erhielt es 1983 und 1991 erneut.
Am 26. November 1982 übernahm das Geschwader die Tradition des ehemaligen Jagdgeschwaders 54 „Grünherz“. Als Zeichen der Übernahme wurde dem Staffelkapitän der 1. Fliegenden Staffel das „Grünherz“-Wappen übergeben. Anfang des darauffolgenden Jahres nahm die „Zentrale Ausbildungseinheit F-104 G“ (ZAE) den Flugbetrieb auf. Zum 25-jährigen Jubiläum der Indienststellung des Geschwaders und dem 50-jährigen Bestehen des Fliegerhorstes Memmingerberg fand am 5. Mai 1984 ein Flugtag auf der Basis statt.

### Umrüstung auf den Tornado
Im Jahr 1987 begann die Umrüstung des letzten Verbands der Luftwaffe auf das neue Flugzeugmuster vom Typ Panavia Tornado. Der Fly-in des ersten Tornados und der Fly-out des „Starfighters“ wurde am 23. Oktober 1987 gefeiert. Bis zu diesem Zeitpunkt hatte das Geschwader 242.785 Flugstunden auf der F-104 absolviert.
Am 21. Dezember 1988 verlieh Thomas Goppel dem Geschwader das Fahnenband des Freistaates Bayern, und am 21. Dezember 1990 erhielt es die „Ehrenurkunde des NATO-Oberbefehlshabers der alliierten Streitkräfte Europa-Mitte (CINCENT)“, die den Erfolg bei der taktischen Überprüfung als bestes Geschwader 1988 in Mitteleuropa dokumentierte. Am 8. Mai 1992 erhielt es den Beinamen „Allgäu“. Im selben Monat eröffnete auf dem Fliegerhorst die „Wehrgeschichtliche Lehrsammlung Fliegerhorst Memmingerberg“.
Am 25. August 1995 stießen zwei Tornados des Verbands in der Nähe von Babenhausen zusammen. Die Besatzungen beider Maschinen konnten sich mit dem Schleudersitz retten und überlebten den Unfall.
Nachdem die US-Atomwaffen gemäß dem Konzept der Nuklearen Teilhabe permanent auf den Fliegerhorst Büchel verlegt wurden, erfolgte am 29. Februar 1996 die offizielle Verabschiedung der 605th MUNSS (MUNition Support Squadron) der US Air Force auf dem Marktplatz in Memmingen.

### Auflösung des Geschwaders
Das Ende des Geschwaders wurde im Zuge der Einnahme der Luftwaffenstruktur 5 am Ende des Jahres 2000 beschlossen. Am 31. Dezember 2002 wurde der Einsatzflugbetrieb offiziell eingestellt. Am 30. Juni 2003 erfolgte die endgültige Außerdienststellung. Der Fliegerhorst Memmingerberg, auf dem das Jagdbombergeschwader stationiert war, wurde im darauf folgenden Jahr aufgelöst und wird inzwischen zivil als regionaler Flughafen Memmingen (auch Allgäu Airport) genutzt.
Im Jahr 2004 erfolgte der Umzug der Lehrwerkstatt des inzwischen aufgelösten Geschwaders an die Technische Schule der Luftwaffe 1 in Kaufbeuren.

### Kommodore

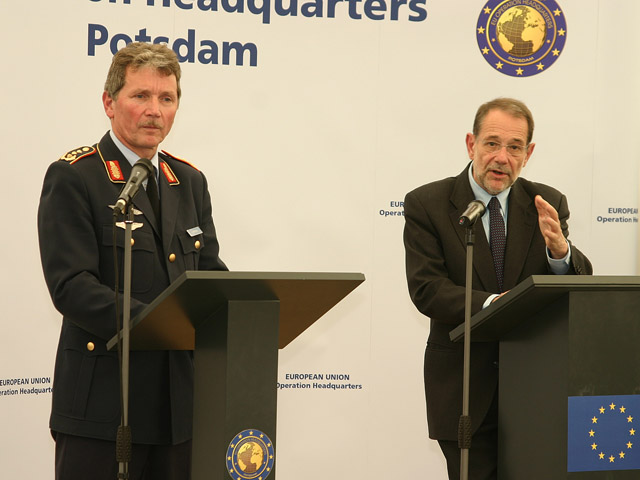
Der ehemalige Kommodore Viereck mit Javier Solana in Potsdam

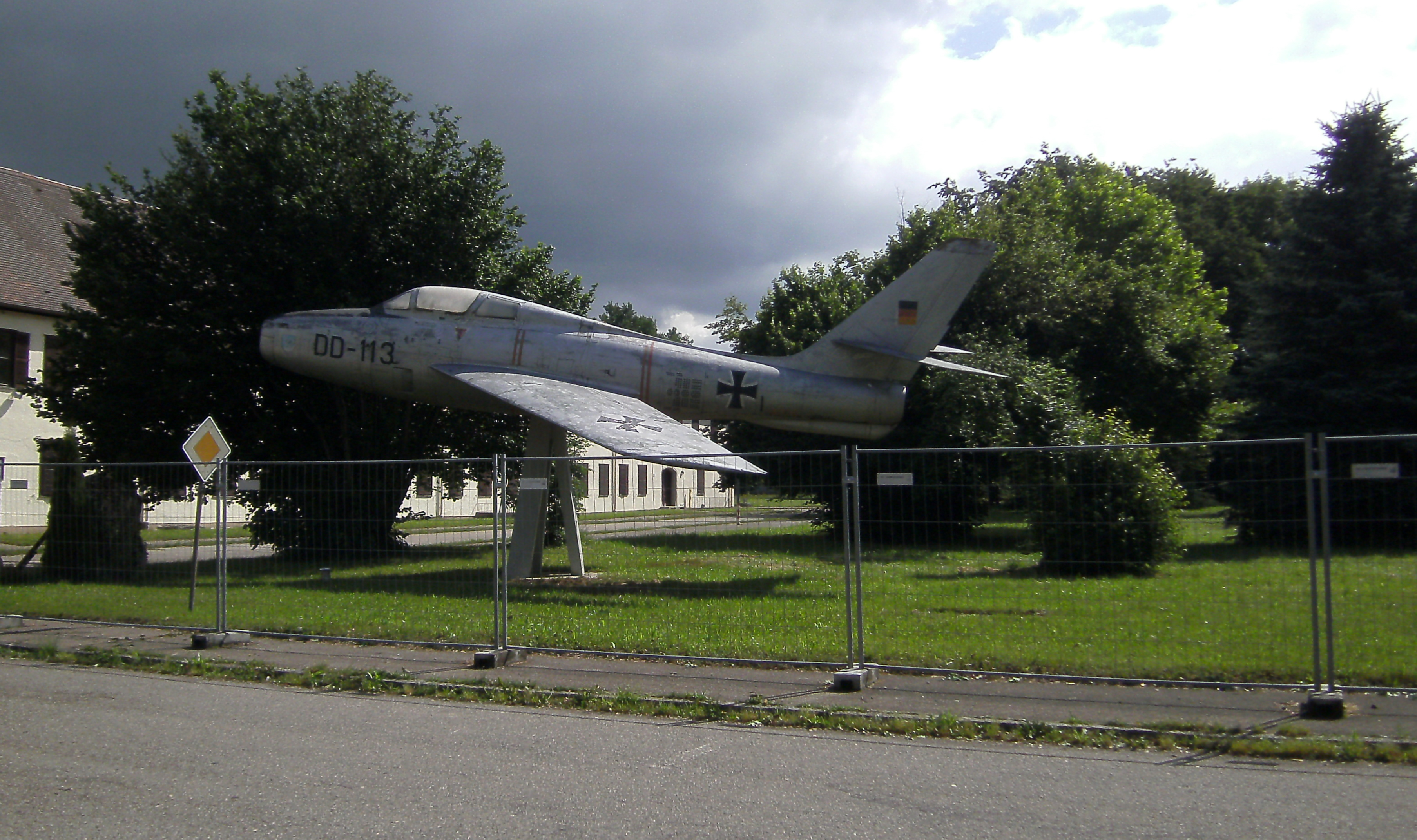
Eingangsbereich Fliegerhorst Memmingerberg 2011

| Nr. | Dienstgrad     | Name                      | Berufung |
| --- | -------------- | ------------------------- | -------- |
| 1.  | Oberst         | Carl-Heinz Antonius Greve | ab 1959  |
| 2.  | Oberst         | Günther Rall              | ab 1964  |
| 3.  | Oberstleutnant | Hans-Ulrich Flade         | ab 1966  |
| 4.  | Oberstleutnant | Georg Kunz                | ab 1969  |
| 5.  | Oberstleutnant | Jörg Kuebart              | ab 1970  |
| 6.  | Oberst         | Joachim Liedtke           | ab 1972  |
| 7.  | Oberst         | Bruno von Mengden         | ab 1975  |
| 8.  | Oberst         | Hermann Hammerstein       | ab 1980  |
| 9.  | Oberst         | Jürgen Höche              | ab 1983  |
| 10. | Oberst         | Jürgen Stehli             | ab 1985  |
| 11. | Oberst         | Horst Lemke               | ab 1990  |
| 12. | Oberstleutnant | Andris Freutel            | ab 1992  |
| 13. | Oberstleutnant | Karlheinz Viereck         | ab 1994  |
| 14. | Oberstleutnant | Heinrich Schneider        | ab 1996  |
| 15. | Oberstleutnant | Uwe Ahrens                | ab 1999  |
| 16. | Oberst         | Norbert Geissendörfer     | ab 2003  |

## Symbolik des Verbandsabzeichens
Zwei stilisierte Luftfahrzeuge mit gesenkten Nasen auf tiefdunkelblauem Grund symbolisieren das Medium Luft, in dem das Geschwader sich bewegt. Der Stern der NATO im oberen linken Teil des Abzeichens weist auf die Zugehörigkeit des Verbandes zu dieser Organisation. In der unteren Hälfte sind die schneebedeckten Alpen abgebildet, in deren Vorlanden sich der Heimathorst befand. Weiß und Blau stehen für die Farben des Freistaates Bayern als Bundesland, in dem der Verband stationiert war.